# Economía de Eslovaquia
Eslovaquia es un estado que pertenece a la Unión Europea desde el 1 de mayo de 2004. Este hecho ha dado estabilidad a esta república de la Europa del Este, y si le sumamos que tiene sueldos mucho más bajos que los de Alemania, Francia o España, provoca que muchas fábricas instaladas en Europa Occidental se transladen a este país, que a día de hoy ya es una gran potencia automovilística.
Eslovaquia ha realizado importantes reformas económicas desde su separación de la República Checa de 1993. Reformas a la fiscalidad, en el sistema de salud, en las pensiones y en el sistema de bienestar social que ayudaron al país a consolidar su presupuesto y preparar, después de un periodo de estancamiento económico durante los años 1990,  su camino hacia la unión a la UE el 2004, y para adoptar el Euro el 2009.

## Descripción del desarrollo económico

### Periodo anterior a la independencia
Al crearse la República de Checoslovaquia, después de la I Guerra Mundial, Eslovaquia presentaba, económicamente hablando, los rasgos propios de una región subdesarrollada, dependiente de la actividad agrícola y escasamente industrializada, en claro contraste con los territorios checos. Mientras que en los años veinte y treinta la situación no cambió, durante la etapa socialista Eslovaquia conoció un gran despegue industrial, gracias, en parte, a la transferencia de recursos financieros desde la Federación Checoslovaca. Al final del periodo, el retraso industrial y la diferencia de nivel de renta en relación con los territorios checos se habían reducido considerablemente, aunque la economía eslovaca estaba más especializada en la industria de armamento y dependía en mayor medida de los mercados del desaparecido COMECON.
El desmantelamiento del sistema socialista y la transición hacia una economía de mercado provocaron la caída de la producción y, en consecuencia, del nivel de renta. La destrucción de numerosos puestos de empleo fue muy significativa, ya que se perdieron con la secesión más de un millón de puestos de trabajo entre 1989 y 1993 aproximadamente, y un año más tarde el desempleo afectaba al 14% de la población activa. La caída del régimen comunista en la Federación Checoslovaca dio lugar a serias discrepancias con la República Checa acerca del ritmo al que debían llevarse a cabo las distintas reformas económicas.

## Integración en la zona euro
La adhesión a la Unión Europea se produjo el 1 de mayo de 2004, junto con otros nueve países (República Checa, Polonia, Hungría, Eslovenia, Estonia, Lituania y Letonia, Malta y Chipre). Desde su incorporación, Eslovaquia ha sido uno de los países de la zona que mayor auge ha experimentado. Durante la primera década del siglo XXI, en 2007 Eslovaquia fue el segundo país de la Unión Europea, solo por detrás de Letonia, cuya economía tuvo un mayor crecimiento. En sus años de pertenencia a la Unión Europea, Eslovaquia acometió los esfuerzos para constituirse como participante de la zona euro, con el cumplimiento de los criterios de acceso y su definitiva incorporación en 2009.
El ingreso en enero de 2009 del país en la Eurozona atenuó los efectos de la crisis económica. Sin embargo, tras el periodo de prosperidad sostenida vivido entre 2006 y 2008 (entre el 6 y el 10% de crecimiento), en 2009 el PIB registró una contracción (-4.7%). En septiembre de 2009 la compañía aérea de bajo coste SkyEurope quebró. El primer trimestre de 2010 parecía augurar un mejor porvenir: volvió el crecimiento (4.6 por 100) y fue el más elevado de la Eurozona. Sin embargo no dejaba de ser frágil, fruto como era de las exportaciones de las empresas del sector automovilístico (Kia, Peugeot PSA y Skoda), muy vulnerables en tiempos de crisis. El déficit público alcanzó el 5% del PIB en 2009 y marcó una ligera mejoría el primer trimestre de 2010, conforme se acercaban las elecciones parlamentarias. El balance, bastante correcto habida cuenta de la situación internacional, estaba comprometido por el desempleo, que era del 12%.

## Comercio exterior
En 2020, el país ocupaba el puesto 39 como exportador mundial (90.000 millones de dólares, el 0,5% del total mundial). En la suma de bienes y servicios exportados, alcanzó los 99.200 millones de dólares en 2019, ubicándose en el puesto 40 del mundo. En términos de importaciones, en 2019, fue el 37.º mayor importador del mundo: 90,9 mil millones de dólares.

## Sector primario

### Agricultura
Eslovaquia produjo en 2018: ::
- 1,5 millones de toneladas de trigo;
- 1,4 millones de toneladas de maíz;
- 1,3 millones de toneladas de remolacha (la remolacha se utiliza para fabricar azúcar y etanol);
- 486 mil toneladas de cebada;
- 480 mil toneladas de colza;
- 201 mil toneladas de semillas de girasol;
- 169 mil toneladas de papa;
- 104 mil toneladas de soja;
- 52 mil toneladas de uva;

Además de otras producciones de otros productos agrícolas.

### Ganadería
En ganadería, Eslovaquia produjo, en 2019, 904 millones de litros de leche de vaca; 72 mil toneladas de cerdo; 70 mil toneladas de carne de pollo; 10.000 toneladas de carne de vacuno, entre otros.

## Sector secundario

### Industria
El Banco Mundial enumera los principales países productores cada año, según el valor total de la producción. Según la lista de 2019, Eslovaquia tenía la 56.ª industria más valiosa del mundo (19.000 millones de dólares).
En 2019, Eslovaquia fue el 17.º productor mundial de  vehículos en el mundo (1,1 millones) y el 28.º productor mundial de acero (5,3 millones de toneladas).

### Energía
En energías no renovables, en 2020, el país fue el 90° productor mundial de petróleo, con una producción casi nula. En 2011, el país consumió 80.000 barriles / día (el 84.º consumidor más grande del mundo). El país fue el 42.º mayor importador de petróleo del mundo en 2013 (117 mil barriles / día). En 2015, Eslovaquia era el 82.º productor mundial de gas natural, con una producción casi nula. En 2011, Eslovaquia fue el trigésimo mayor importador de gas del mundo (5500 millones de m³ por año). No produce carbón. En 2019, Eslovaquia también tenía 4  plantas atómicas en su territorio, con una capacidad instalada de 1,8 GW.
En energías renovables, en 2020, Eslovaquia no produjo energía eólica, y fue el 45.º productor mundial de energía solar, con 0,6 GW de potencia instalada.

## Sector terciario

### Turismo
En 2010, Eslovaquia tenía 5,4 millones de turistas  internacionales. Los ingresos por turismo en 2018 fueron de $ 3.2 mil millones.

## Comercio exterior

### Importaciones
Se presenta a continuación una tabla con los principales países exportadores a Eslovaquia para el periodo 2010-hasta abril de 2015. Las cifras expresadas son en dólares estadounidenses valor FOB.

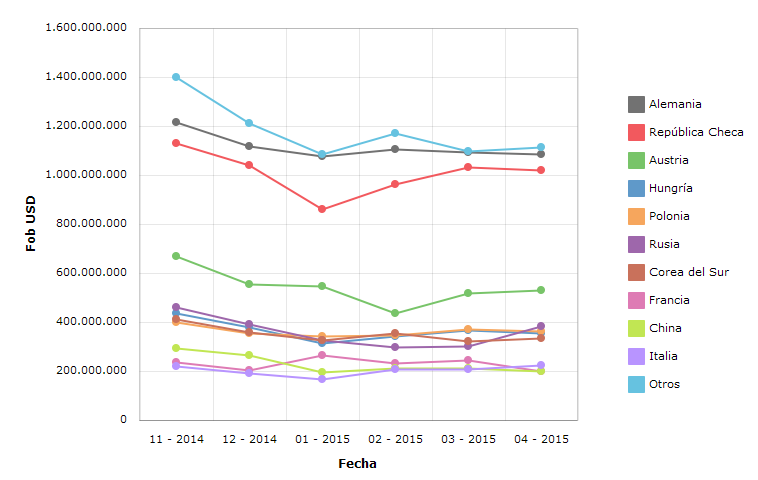
Importaciones de Eslovaquia del periodo noviembre 2014-abril de 2015 medidas en valor FOB

| Fecha País exportador | 2010           | 2011           | 2012           | 2013           | 2014           | enero-abril de 2015 |
| --------------------- | -------------- | -------------- | -------------- | -------------- | -------------- | ------------------- |
| Alemania              | 10.850.334.774 | 14.234.323.531 | 14.038.181.737 | 14.651.715.334 | 15.292.368.857 | 4.360.589.049       |
| República Checa       | 11.156.862.968 | 13.619.079.830 | 13.569.006.731 | 13.439.282.775 | 13.369.163.426 | 3.878.777.160       |
| Rusia                 | 6.224.339.216  | 8.439.031.195  | 7.655.615.795  | 8.068.149.959  | 6.374.843.178  | 1.310.667.908       |
| Austria               | 2.813.245.253  | 3.274.707.510  | 5.057.976.531  | 7.722.809.562  | 7.689.544.376  | 2.033.394.398       |
| Hungría               | 4.304.544.556  | 5.102.728.445  | 5.292.387.353  | 5.026.176.391  | 4.945.850.338  | 1.379.112.315       |
| Corea del Sur         | 4.609.857.000  | 4.094.824.317  | 4.840.689.760  | 4.815.198.687  | 4.618.958.546  | 1.339.600.928       |
| Polonia               | 3.250.308.241  | 4.021.226.888  | 4.450.544.723  | 4.887.635.491  | 4.885.593.502  | 1.423.360.698       |
| China                 | 2.665.474.248  | 3.016.095.765  | 3.080.290.450  | 3.283.301.052  | 3.306.557.810  | 822.258.788         |
| Italia                | 2.426.418.619  | 2.951.886.186  | 2.798.780.742  | 2.737.101.034  | 2.817.480.284  | 805.516.933         |
| Francia               | 2.368.955.585  | 2.734.668.394  | 2.573.617.711  | 2.745.405.197  | 2.917.379.272  | 943.656.368         |
| Resto del mundo       | 11.404.834.531 | 13.637.268.185 | 13.237.400.328 | 14.090.068.560 | 15.522.933.452 | 4.470.734.727       |
| Total                 | 62.075.174.990 | 75.125.840.246 | 76.594.491.860 | 81.466.844.041 | 81.740.673.042 | 22.767.669.272      |

Eslovaquia importó en gran medida de países europeos tales como Alemania, Austria, Hungría, Polonia, Italia y Francia.

### Exportaciones
Se presentan a continuación los capítulos de las mercaderías con mayor peso de las exportaciones eslovacas para el periodo 2010-hasta abril de 2015.   Se exportaron principalmente manufacturas de origen industrial tales como automóviles, electrónica, derivados del plástico y petróleo, hierro de fundición, entre otros rubros. 
Las cifras expresadas son en dólares estadounidenses valor FOB.

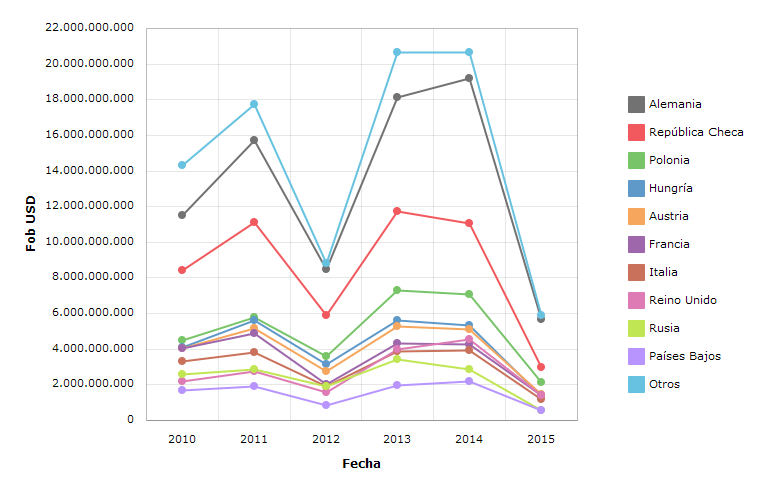
Exportaciones de Eslovaquia del periodo 2010-hasta abril de 2015 medidas en valor FOB

| Fecha Mercadería por capítulo arancelario | 2010           | 2011           | 2012           | 2013           | 2014           | enero-abril de 2015 |
| --- | -------------- | -------------- | -------------- | -------------- | -------------- | ------------------- |
| 87 - vehículos automóviles, tractores, velocípedos y demás vehículos terrestres, sus partes y accesorios | 12.513.741.833 | 16.516.385.564 | 9.109.089.150  | 21.282.470.255 | 21.336.032.946 | 6.446.034.247       |
| 85 - máquinas, aparatos y material eléctrico, y sus partes | 14.688.812.668 | 16.112.736.809 | 8.702.002.230  | 18.256.413.608 | 18.001.352.199 | 4.760.963.124       |
| 84 - calderas, máquinas, aparatos y artefactos mecánicos; partes de estas máquinas o aparatos | 6.063.598.494  | 8.622.761.268  | 4.587.207.589  | 10.128.682.599 | 10.590.635.755 | 3.047.739.013       |
| 27 - combustibles minerales, aceites minerales y productos de su destilación; materias bituminosas; ceras minerales | 2.994.994.577  | 5.068.884.182  | 2.666.979.609  | 4.929.421.180  | 4.082.127.587  | 1.060.544.339       |
| 72 - hierro y acero de fundición | 3.917.245.683  | 4.688.377.114  | 2.074.393.849  | 4.286.348.707  | 4.110.181.002  | 1.181.263.632       |
| 39 - plásticos y sus derivados | 1.925.760.120  | 2.588.604.485  | 1.130.888.489  | 2.406.906.472  | 2.484.791.722  | 752.093.077         |
| 40 - caucho y sus manufacturas | 1.353.896.389  | 1.839.480.569  | 987.443.984    | 2.247.976.587  | 2.269.944.102  | 752.516.567         |
| 73 - manufacturas de hierro o acero | 1.623.641.024  | 2.101.371.109  | 1.024.827.220  | 2.035.333.049  | 2.050.286.657  | 563.094.726         |
| 94 - muebles; mobiliario medicoquirúrgico; artículos de cama y similares; aparatos de alumbrado no expresados ni comprendidos en otra parte; anuncios, letreros y placas indicadoras luminosos y artículos similares; construcciones prefabricadas | 1.228.569.182  | 1.426.889.573  | 664.567.341    | 1.613.847.068  | 1.736.032.963  | 493.961.881         |
| 64 - calzado, polainas y artículos análogos; partes de estos artículos | 864.106.742    | 1.353.176.265  | 555.433.434    | 1.112.783.363  | 1.371.721.415  | 386.935.917         |
| Demás capítulos | 13.520.252.217 | 16.982.233.857 | 9.505.870.330  | 17.975.854.918 | 18.176.341.951 | 5.161.252.634       |
| Total | 60.694.618.928 | 77.300.900.794 | 41.008.703.224 | 86.276.037.806 | 86.209.448.298 | 24.606.399.158      |

## Otros datos económicos
- PIB Paridad del poder adquisitivo - Per cápita (2009): 17.100 €

### Evolución de la población activa por sectores
Población activa por sectores
| SECTOR     | 2009  | 2002  | 1995  |
| ---------- | ----- | ----- | ----- |
| Terciario  | 63.1% | 56.3% | 50.1% |
| Secundario | 34.3% | 37.5% | 39.7% |
| Primario   | 2.6%  | 6,2%  | 10,2% |

### Energía
Por Eslovaquia pasan 2 oleoductos y 1 gasoducto.
Minería, energía e industria
PRODUCCIÓN 2001
| PRODUCCIÓN         | 2001               |
| ------------------ | ------------------ |
| Carbón             | 3.650.000 t        |
| Hierro             | 300.000 t          |
| Magnesita          | 100.000 t          |
| Sal                | 122.000 t          |
| Gas natural        | 250.000 m³         |
| Petróleo           | 50.000 t           |
| Energía eléctrica  | 30.293.000.000 kWh |
| Acero              | 3.600.000 t        |
| Aluminio           | 110.000 t          |
| Coke metal         | 1.500.000 t        |
| Arrabio            | 3.100.000 t        |
| Automóviles        | 181.000 unidades   |
| Azúcar             | 182.000 t          |
| Cemento            | 3.000.000 t        |
| Papel de Periódico | 282.000 t          |
| Neumáticos         | 4.360.000 unidades |